# 知泉書館
知泉書館（ちせんしょかん）は日本の出版社である。
2001年6月に設立、社長の小山光夫は創文社でキリスト教、西洋哲学関係の編集担当者であった。
哲学・思想、キリスト教関連著作を軸としつつ、東洋学、歴史学や、また心理学、社会科学関連等でも、学術研究・訳書を多く出版している。
2020年、林貴志『意思決定理論』が第63回日経・経済図書文化賞を受賞。

## 所在地
〒113-0033 東京都文京区本郷1-13-2

## 主な刊行物
- 『デカルト全書簡集』全8巻、2012年～2016年。
- 『クラウス・リーゼンフーバー小著作集』全6巻、2015年～2021年。
- 『ヘーゲル全集』全19巻・24冊、2019年～刊行中。2024年2月時点、11点刊行。
- 林貴志『意思決定理論』2020年。ISBN 978-4-86285-314-1